# Mirafra cordofanica
La Alondra del Kordofán (Mirafra cordofanica) es una especie de ave de la familia Alaudidae.
Esta ave levanta vuelo del suelo casi en la vertical, batiendo las alas ruidosamente, con un sonido que se asemeja al  de las castañuelas.
Puede ser encontrada en los siguientes países: Burkina Faso, Chad, Mali, Mauritania, Níger, Senegal y Sudán.
Sus habitats naturales son: bosquejal árido tropical o subtropical y campos de gramíneas subtropicales o tropicales secos de baja altitud.